# Monts McGerrigle
Monts McGerrigle är en bergskedja i provinsen Québec i Kanada. Den ligger på Gaspéhalvön i den östra delen av landet, 800 km nordost om huvudstaden Ottawa. Högsta punkten i Monts McGerrigle är 1 117 meter över havet.